# مقاطعة لردغان
مقاطعة لردغان (بالفارسية: شهرستان لردگان) هي إحدى مقاطعات محافظة تشهارمحال وبختیاري في إيران. عاصمة المقاطعة هي لردغان. حسب تعداد 2006، بلغ عدد السكان 175,289 نسمة في 34,603 عائلة.